# Kazimierz Sokołowski
Kazimierz Stanisław Sokołowski (Stettino, 11 febbraio 1963) è un ex calciatore polacco, di ruolo centrocampista.

## Biografia
È il padre di Tomasz Sokolowski, anch'egli calciatore.

## Carriera

### Club
Sokołowski cominciò la carriera con la maglia del Pogoń Stettino, dove rimase fino al 1989. Successivamente, si trasferì ai norvegesi del Tromsø, per cui debuttò nella Tippeligaen in data 3 maggio 1992, quando fu titolare nel pareggio per 1-1 contro il Rosenborg. Il 14 giugno successivo, arrivò la prima rete: andò infatti a segno nel successo per 3-1 sul Brann. Dal 1995 al 1997, militò nelle file dell'Asker.

### Nazionale
Con la Polonia under 20, partecipò al mondiale di categoria del 1981. Conta due presenze anche nella Nazionale maggiore.